# Écommoy

Écommoy este o comună în departamentul Sarthe, Franța. În 2009 avea o populație de 4,666 de locuitori.